# Jeon So-mi
Jeon So-mi (kor. 전소미, ur. 9 marca 2001), także Somi (właśc. Ennik Somi Douma) – kanadyjsko-koreańska piosenkarka, raperka i tancerka związana z The Black Label. Somi zdobyła ogromną popularność w kraju jako zwyciężczyni programu reality show survivalowego Produce 101 i członkini jedenastoosobowego zespołu I.O.I. Po zakończeniu aktywności grupy I.O.I, Somi podpisała kontrakt z The Black Label, spółką zależną YG Entertainment. Zadebiutowała jako artystka solowa 13 czerwca 2019 roku singlem „Birthday”. W 2021 roku Somi wydała swój pierwszy album studyjny XOXO, który zawierał singiel „Dumb Dumb”, który znalazł się w pierwszej dziesiątce przebojów.

## Życiorys

### Wczesne życie
Jeon So-mi urodziła się 9 marca 2001 roku w Ontario, w Kanadzie. Jej matka Jeon Sun-hee jest Koreanką, a ojciec Matthew Doumy jest pochodzenia holendersko-kanadyjskiego. Jej rodzina przeniosła się do Korei Południowej rok po jej urodzeniu. Ze względu na jej mieszane pochodzenie Somi była często prześladowana w czasach dzieciństwa.
Somi jest posiadaczką czarnego pasa trzeciego stopnia w taekwondo, ale nie mogła zdobyć czwartego stopnia, jak jej ojciec, ze względu na swój wiek. W 2013 roku pojawiła się w specjalnym odcinku z okazji Dnia Dziecka Let's Go! Dream Team Season 2 stacji KBS2 jako jeden z przedstawicieli zespołu demonstracyjnego taekwondo ze Szkoły Podstawowej Midong, w którym została sparowana z Park Joon-hyungiem. W sierpniu 2014 roku ona, jej matka i babcia wystąpiły krótko w 187 odcinku Hello Counselor. Miała także epizodyczną rolę w filmie Gukjesijang z 2014 roku, wraz ze swoim ojcem i siostrą.
Po ukończeniu gimnazjum Cheongdam 3 lutego 2017 roku rozpoczęła naukę w Hanlim Multi Art School, specjalizując się w muzyce praktycznej i wokalu.

### 2015–2016:Sixteen,Produce 101oraz I.O.I
Somi dołączyła do JYP Entertainment po przesłuchaniu, podczas którego wykonała piosenkę „Lonely” grupy 2NE1. Niedługo potem pojawiła się w teledysku Got7 „Stop Stop It” z innymi stażystami z agencji. W maju 2015 roku Somi uczestniczyła w programie survivalowym Sixteen, w którym konkurowała z piętnastoma innymi stażystkami z JYPE, aby zapewnić sobie miejsce w nowym girlsbandzie, Twice. Została jednak wyeliminowana w rundzie finałowej.
W styczniu 2016 roku Somi reprezentowała JYPE w programie survivalowym Produce 101. Zajęła pierwsze miejsce z 858 333 głosami i zadebiutowała 4 maja w grupie projektowej I.O.I, wydając minialbum Chrysalis, pod agencją YMC Entertainment. 18 sierpnia ogłoszono, że Somi zrealizuje wspólny projekt z członkiniami zespołu I.O.I – Choi Yoo-jung i Kim Chung-ha oraz Ki Hui-hyeon z DIA, na potrzeby singla „Flower, Wind and You” (kor. 꽃, 바람 그리고 너), który został wydany cyfrowo 29 sierpnia.
W październiku Somi została wybrana jako nowa prowadząca programu SBS MTV The Show, wraz z Wooshinem z zespołu UP10TION.

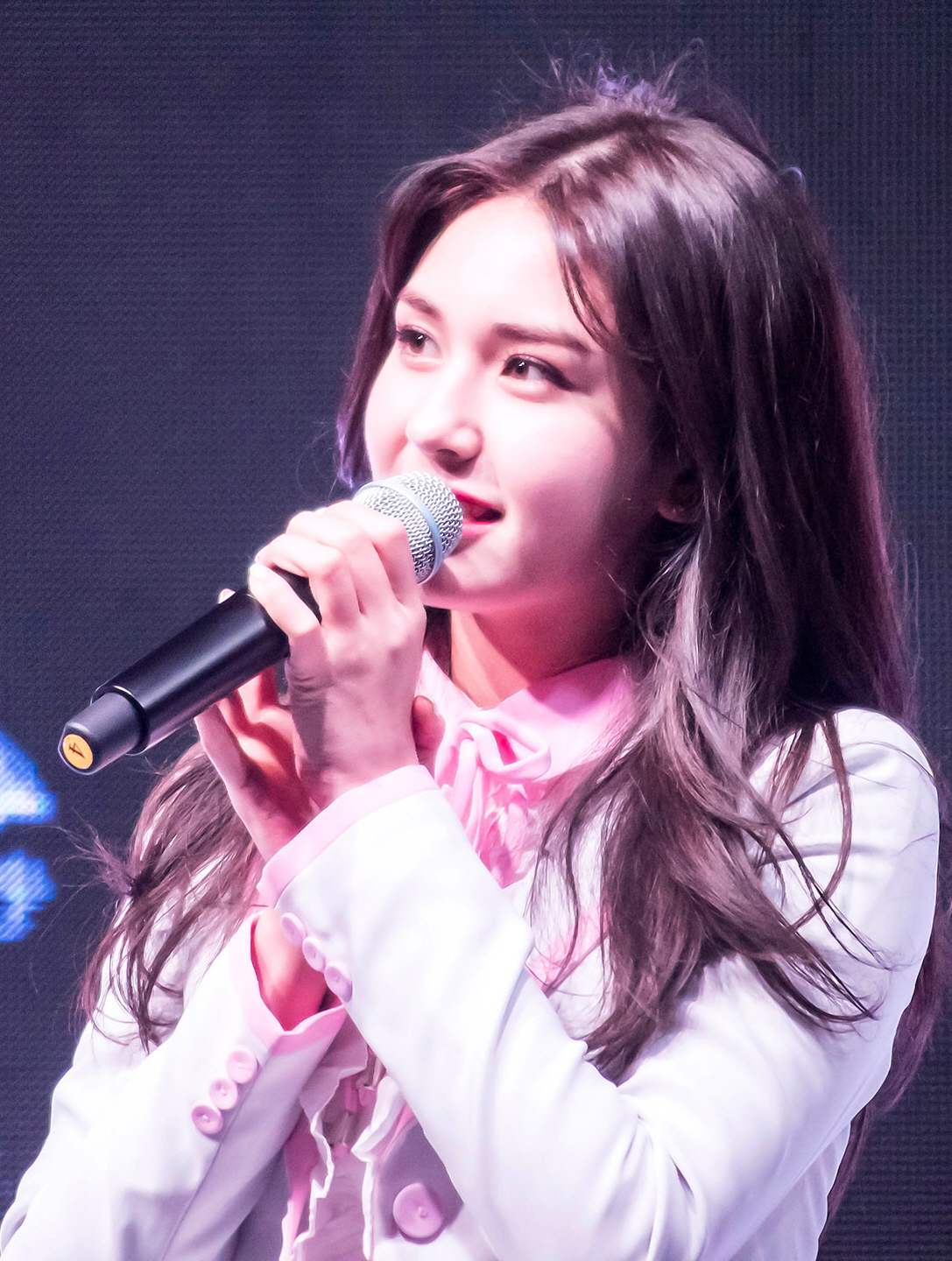
Jeon So-mi w grudniu 2016

### 2017–2018: Kariera solowa i odejście z JYPE
9 stycznia 2017 roku potwierdzono, że Somi podpisała formalną umowę z JYPE na działalność solową obejmującą występy w programach telewizyjnych. Wkrótce potem dołączyła do obsady Sister's Slam Dunk 2 stacji SBS. Aktywność Somi z I.O.I wkrótce później zakończyła się wskutek rozwiązania zespołu. 9 marca Eric Nam i Somi wydali wspólny singel cyfrowy zatytułowany „You, Who?” (kor. 유후 (You, Who?)).
W marcu 2017 roku Somi została obsadzona w internetowym programie rozrywkowym Idol Drama Operation Team stacji KBS. Zagrała rolę licealistki o imieniu Bo-ram. Ostateczne zdjęcia do programu odbyły się 9 maja. Siedmiu członków obsady utworzyło girlsband o nazwie Girls Next Door i razem wydały singel jako część ścieżki dźwiękowej do programu. Piosenka zatytułowana „Deep Blue Eyes”, napisana wspólnie i skomponowana przez Jinyounga z B1A4, została wydana 14 czerwca przez Warner Music Korea.
W listopadzie 2017 roku Somi pojawiła się na piosence Jun. K, zatytułowanym Nov to Feb” (kor. 11월부터 2월까지).
20 sierpnia 2018 roku JYP Entertainment wydało oficjalne oświadczenie ujawniające, że po wzajemnym porozumieniu Somi rozwiązała umowę opuszczając agencję. W następnym miesiącu doniesiono, że artystka podpisała kontrakt na wyłączność z subwytwórnią YG Entertainment – The Black Label.

### Od 2019: Debiut jako solistka

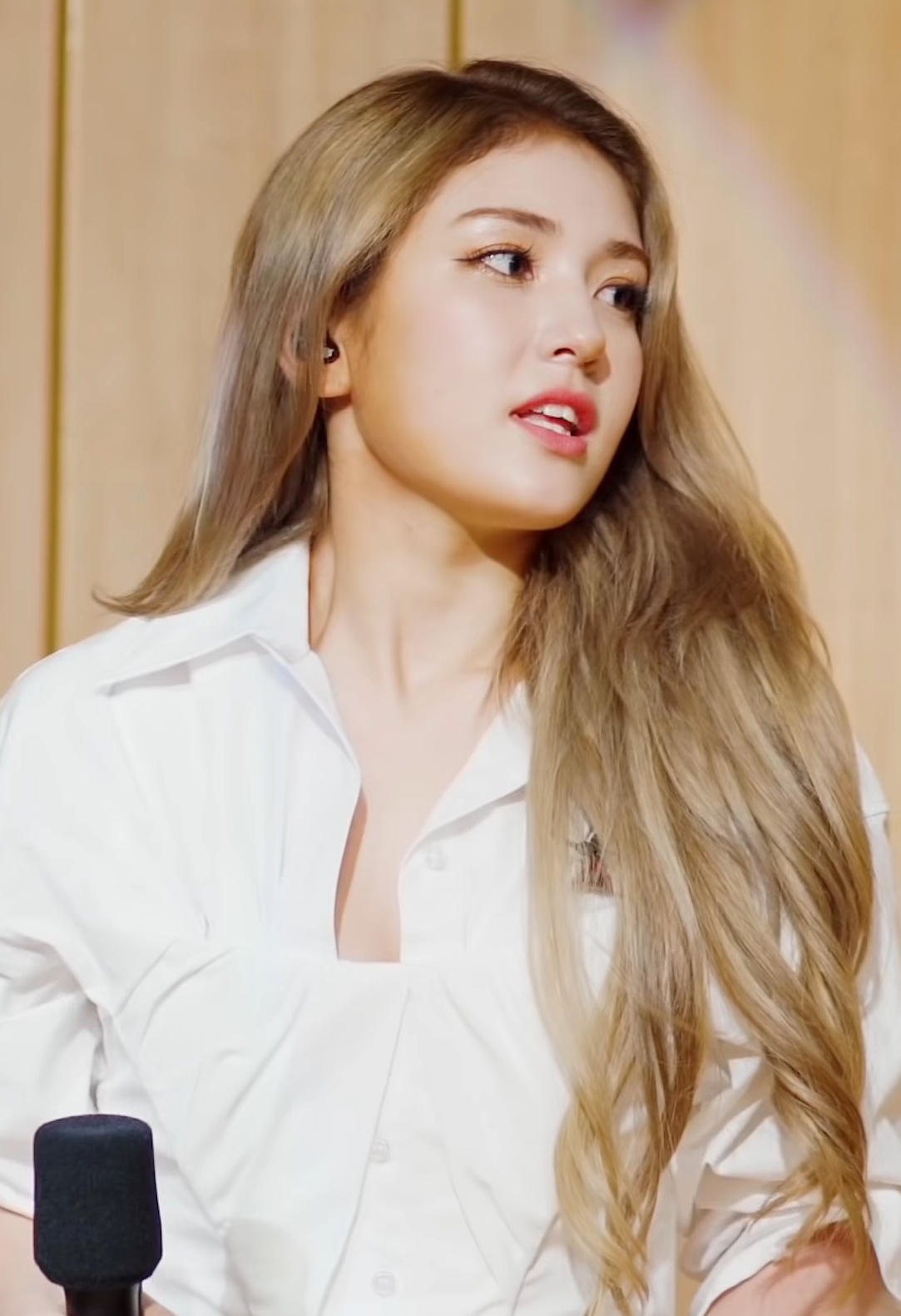
Somi w lipcu 2020

25 lutego 2019 roku The Black Label ogłosiło, że Somi przygotowuje się do debiutu jako artystka solowa, z głównym singlem wyprodukowanym przez Teddy'ego Parka. Jej debiutancki singel „Birthday” został wydany 13 czerwca wraz z towarzyszącym mu teledyskiem. Po raz pierwszy jako artystka solowa wystąpiła 15 czerwca w programie Show! Music Core, wykonując zarówno „Birthday”, jak i B-Side „Outta My Head”.
W 2019 roku Jeon została członkiem obsady programu Law of the Jungle in Chuuk. W 2020 roku MBC ogłosiło, że Somi dołączy do Lose If You're Envious jako MC.
28 marca 2020 roku na kanale YouTube wytwórni został wydany reality show artystki, pt. I Am Somi, który pokazywał serię codziennych vlogów. W szóstym odcinku opublikowanym 2 maja Jeon ujawniła, że jej comeback został opóźniony, a podróżowanie ograniczone z powodu pandemii koronawirusa. 14 lipca potwierdzono, że nowa piosenka „What You Waiting For” ukaże się 22 lipca. 20 lipca, w związku z wydaniem „What You Waiting For”, Jeon podpisała kontrakt z Interscope Records, w partnerstwie z The Black Label. 6 sierpnia Jeon zdobyła swoje pierwsze trofeum w programie muzycznym dzięki piosence „What You Waiting For” (w programie M Countdown stacji Mnet).
4 maja 2021 roku Jeon i członkinie I.O.I świętowały piątą rocznicę debiutu zespołu przez live stream Yes, I love it!. 2 sierpnia ukazał się kolejny cyfrowy singel zatytułowany „Dumb Dumb”. Piosenka uplasowała się na ósmym miejscu na liście Gaon Digital Chart.
14 października 2021 roku The Black Label potwierdziło, że 29 października Jeon wyda swój pierwszy album studyjny XOXO, wraz z głównym singlem o tej samej nazwie 29 października. Wśród utworów na albumie znalazły się wydane cyfrowo single „Birthday”, „Outta My Head”, „What You Waiting For” i „Dumb Dumb”. Album zadebiutował na szóstym miejscu na liście Gaon Album Chart i sprzedał się w ilości 55,223 egzemplarzy w listopadzie. Główny singiel „XOXO” osiągnął 43. miejsce na liście Gaon Digital Chart i stał się pierwszym utworem Jeon, który pojawił się na liście Billboard Global 200, zajmując miejsce 185.
24 lipca 2023 roku Jeon ogłosiła, że wyda nowy minialbum zatytułowany Game Plan w sierpniu.

## Dyskografia

### Solo

#### Albumy studyjne
| Rok  | Dane dot. albumu | Najwyższa pozycja | Najwyższa pozycja | Sprzedaż       |
| Rok  | Dane dot. albumu | KOR (Circle)      | US World Albums   | Sprzedaż       |
| ---- | --- | ----------------- | ----------------- | -------------- |
| 2021 | XOXO - Wydany: 29 października 2021 - Wytwórnia: The Black Label, Interscope - Format: CD, digital download, streaming | 6                 | 14                | - KOR: 60 988+ |

#### Minialbumy
| Rok  | Dane dot. albumu | Najwyższa pozycja | Sprzedaż       |
| Rok  | Dane dot. albumu | KOR (Circle)      | Sprzedaż       |
| ---- | --- | ----------------- | -------------- |
| 2023 | Game Plan - Wydany: 7 sierpnia 2023 - Wytwórnia: The Black Label, Interscope - Format: CD, digital download, streaming | 11                | - KOR: 52 612+ |

#### Single
| Rok                                                       | Tytuł                                                              | Najwyższa pozycja | Najwyższa pozycja | Najwyższa pozycja | Najwyższa pozycja | Najwyższa pozycja | Najwyższa pozycja | Album     |
| Rok                                                       | Tytuł                                                              | KOR               | KOR               | NZ Hot            | SGP               | US World          | WW                | Album     |
| Rok                                                       | Tytuł                                                              | Circle            | Songs             | NZ Hot            | SGP               | US World          | WW                | Album     |
| --------------------------------------------------------- | ------------------------------------------------------------------ | ----------------- | ----------------- | ----------------- | ----------------- | ----------------- | ----------------- | --------- |
| 2016                                                      | „Flower, Wind and You” (z Ki Hui-hyeon, Choi Yoo-jung and Chungha) | 42                | –                 | –                 | –                 | –                 | –                 | –         |
| 2017                                                      | „You, Who?” (z Eric Nam)                                           | 16                | –                 | –                 | –                 | –                 | –                 | –         |
| 2019                                                      | „Birthday”                                                         | 22                | 18                | 28                | 8                 | 5                 | –                 | XOXO      |
| 2020                                                      | „What You Waiting For”                                             | 53                | 33                | 38                | 2                 | 8                 | –                 | XOXO      |
| 2021                                                      | „Dumb Dumb”                                                        | 8                 | 9                 | –                 | 7                 | 5                 | –                 | XOXO      |
| 2021                                                      | „XOXO”                                                             | 43                | 33                | 24                | 6                 | 9                 | 185               | XOXO      |
| 2023                                                      | „Fast Forward”                                                     | 8                 | 7                 | 24                | 24                | 10                | 145               | Game Plan |
| „–” oznacza, że singiel nie był notowany na danej liście. |                                                                    |                   |                   |                   |                   |                   |                   |           |

## Filmografia

### Filmy
| Rok  | Tytuł       | Rola                           |
| ---- | ----------- | ------------------------------ |
| 2014 | Gukjesijang | najstarsza córka Yoon Mak-soon |

### Programy telewizyjne
| Rok     | Tytuł                                                      | Stacja telewizyjna | Uwagi                              |
| ------- | ---------------------------------------------------------- | ------------------ | ---------------------------------- |
| 2015    | Sixteen                                                    | Mnet               | uczestniczka                       |
| 2016    | Produce 101                                                | Mnet               | uczestniczka                       |
| 2016–17 | The Show                                                   | SBS MTV            | prowadząca z Wooshinem             |
| 2017    | Sister's Slam Dunk Season 2                                | KBS2               | członek obsady                     |
| 2017    | 26. Seoul Music Awards                                     | KBS N              | prowadząca z Heechulem & Jaehoonem |
| 2017    | Idol Drama Operation Team                                  | KBS Joy            | członek obsady                     |
| 2017    | I Can See Your Voice                                       | Mnet               | detektyw (sezon 4, odc. 4–5)       |
| 2018    | Music Bank World Tour: Berlin                              | KBS2               | prowadząca z Park Bo-gumem         |
| 2019    | Not the Same Person You Used to Know (니가 알던 내가 아냐) | Mnet               | sezon 2, odc. 1                    |
| 2019    | Law of the Jungle in Chuuk                                 | SBS                | członek obsady (odc. 393–397)      |
| 2020    | Lose If You're Envious (부러우면 지는거다)                 | MBC                | członek obsady                     |
| 2020    | I Am Somi                                                  | YouTube            |                                    |

## Nagrody
| Rok  | Nagroda                  | Kategoria | Wynik   | Źródło |
| ---- | ------------------------ | --------- | ------- | ------ |
| 2017 | Korea First Brand Awards | CF Model  | Wygrana | [ 69 ] |